# Luma Russo
Luma Russo Moura (sinh ngày 29 tháng 3 năm 1995) là một người mẫu, phi công thương mại,  giáo viên, nghệ sĩ trang điểm chuyên nghiệp,  người truyền cảm hứng trên mạng xã hội và hoa hậu người Brazil. Cô đã trở thành Hoa hậu Sắc đẹp Brazil 2023 và đại diện cho Brazil tại Hoa hậu Sắc đẹp Quốc Tế 2023. Cô đã có chiến thắng tại Miss Charm 2023 mang về chiếc vương miện  Miss Charm đầu tiên cho Brazil.

## Đầu đời
Cô sinh ra ở Belo Horizonte, Minas Gerais, Brazil nhưng lớn lên,  cho đến khi cô 9 tuổi, ở Divinópolis, Minas Gerais, Brazil. Cô từng sinh sống tại một số quốc gia như Anh, Bolivia, Qatar, Hoa Kỳ và nói được tiếng Anh, Tây Ban Nha và Bồ Đào Nha. Cô theo học tại  Cambridge College tại Santa Cruz de la Sierra, Bolivia, từ 2005 đến 2007. Sau đó, từ 2008 đến 2009 cô học tại trường Park House, một trường trung học ở Doha, Qatar. Đặc biệt, từ năm 2014, Luma Russo đã tham gia sự kiện Skymates ở Arlington, Texas để thi lấy bằng phi công. Chưa dừng lại ở đó, nàng hậu còn tham gia khóa học phi công chuyên nghiệp tại FTA ở Shoreham-by-Sea, England.

## Sự nghiệp
Với tư cách là hoa hậu Brazil, Luma đại diện cho quê hương mình tại Hoa hậu Sắc đẹp quốc tế 2023 được tổ chức tại Nhà hát Hoà Bình ở Quận 10, Thành phố Hồ Chí Minh, Việt Nam.
Vượt qua 37 thí sinh, cô đã chiến thắng một cách đầy thuyết phục và trở thành Hoa Hậu đầu tiên trong lịch sử đăng quang cuộc thi sắc đẹp Miss Charm và cũng là người Brazil đầu tiên nắm giữ danh hiệu này.